# Эмсигерланд

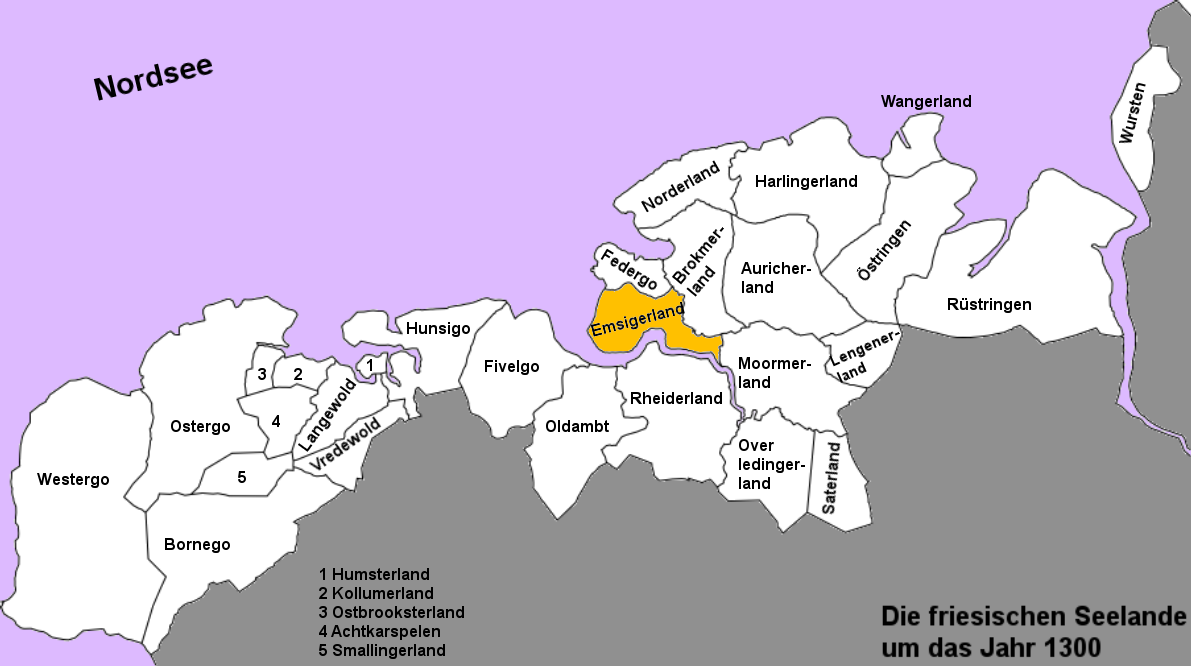
Эмсигерланд около 1300 года

Эмсигерланд — это историческая область в Германии, расположенная на западной окраине Восточной Фризии прямо на берегу Ваттового моря, включающая большую территорию вокруг города Эмден. Эмсигерланд граничит с Федерго на севере, с Брокмерландом на северо-востоке, с Мормерландом на востоке и с Рейдерландом на юге.
Эмсигерланд возник из исторического государственного образования Эмсгау, экономическим центром которого он был. В отличие от остальной части Восточной Фризии, здесь не сложилось централизованной власти хофтлингов, и земли Эмсгау, в том числе и Эмсигерланд, оставались автономными. Ситуация изменилась в 1379 году, когда область перешла к династии том Брок, а затем к роду Кирксена.

## Literatur
- Hajo van Lengen. Geschichte des Emsigerlandes vom frühen 13. bis zum späten 15. Jahrhundert (нем.). — Aurich, 1973. — Bd. 2.